# Seaway Strashnov
Le Seaway Strashnov (ou Oleg Strashnov) est un navire-grue de la société Seaway Heavy Lifting, comme le Seaway Yudin, racheté par l'entreprise de services offshore Subsea 7. Il navigue sous le pavillon de Chypre et son port d'attache est Limassol.

## Histoire
Le Oleg Yudin a été construit aux Pays-Bas au chantier naval Royal IHC .
Il possède un pont de travail de 3.700 m² pouvant transporter jusqu'à 8.500 tonnes de fret. Sur l'arrière se trouve une immense grue pouvant soulever une charge maximum de 5.000 tonnes jusqu'à une hauteur de levage de 102 mètres au-dessus du niveau de la mer. Ses deux grues auxiliaires ont une capacité maximale de 800 et 200 tonnes avec une hauteur de levage maximale de 134 et 110 mètres, ainsi qu'un treuil de 30 tonnes.
Ses six moteurs diesel-électriques lui permettent une vitesse maximale de 14 noeuds. La précision de l'installation est assurée par le système de positionnement dynamique.
Il dispose à bord de cabines pour 220 personnes. La livraison du personnel et de la cargaison peut être effectuée à l'aide de l'hélipad, qui est conçu pour recevoir des hélicoptères de type Sikorsky S-61 et Sikorsky S-92.

## Galerie

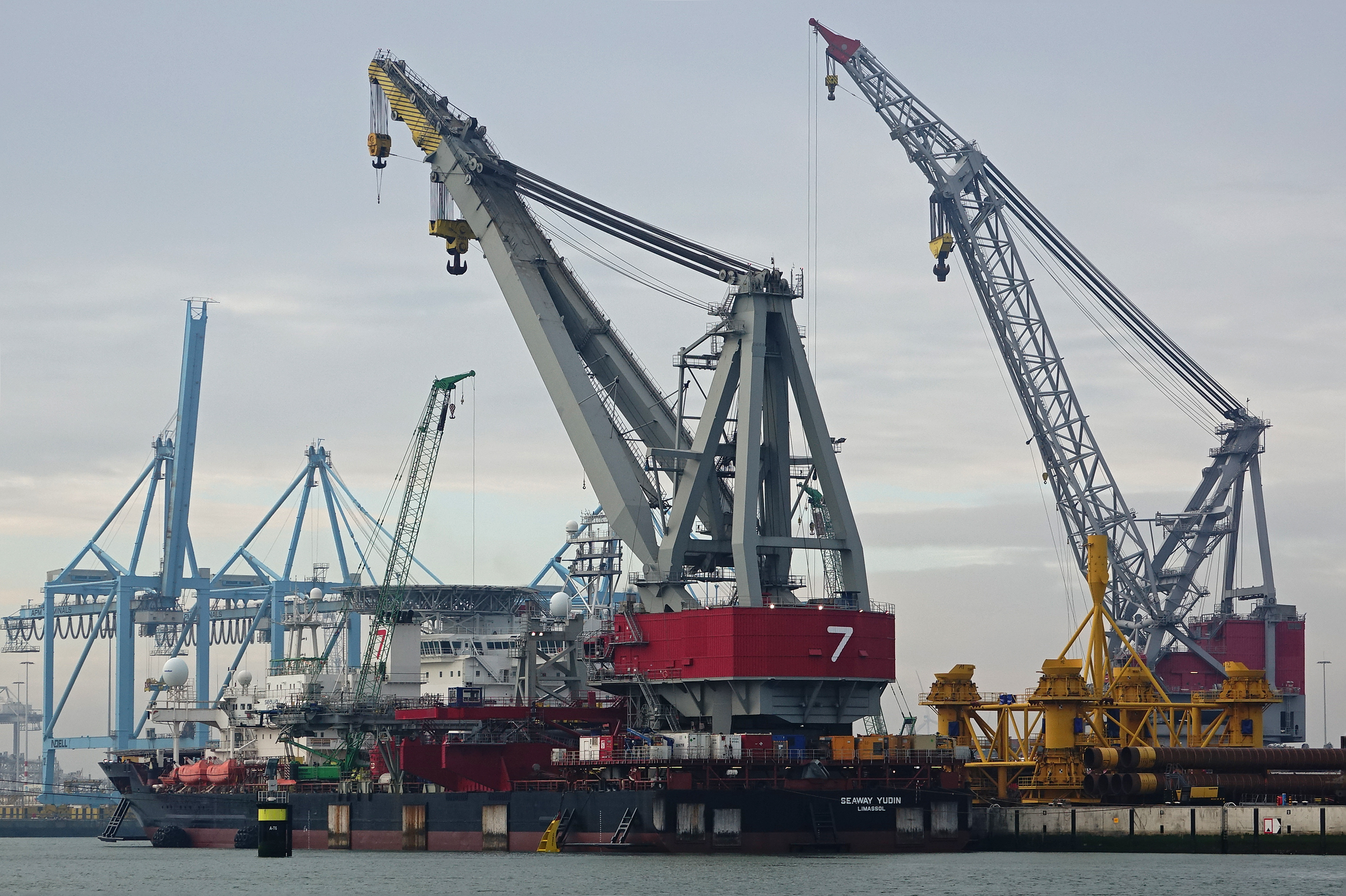
Strashnov et Yudin
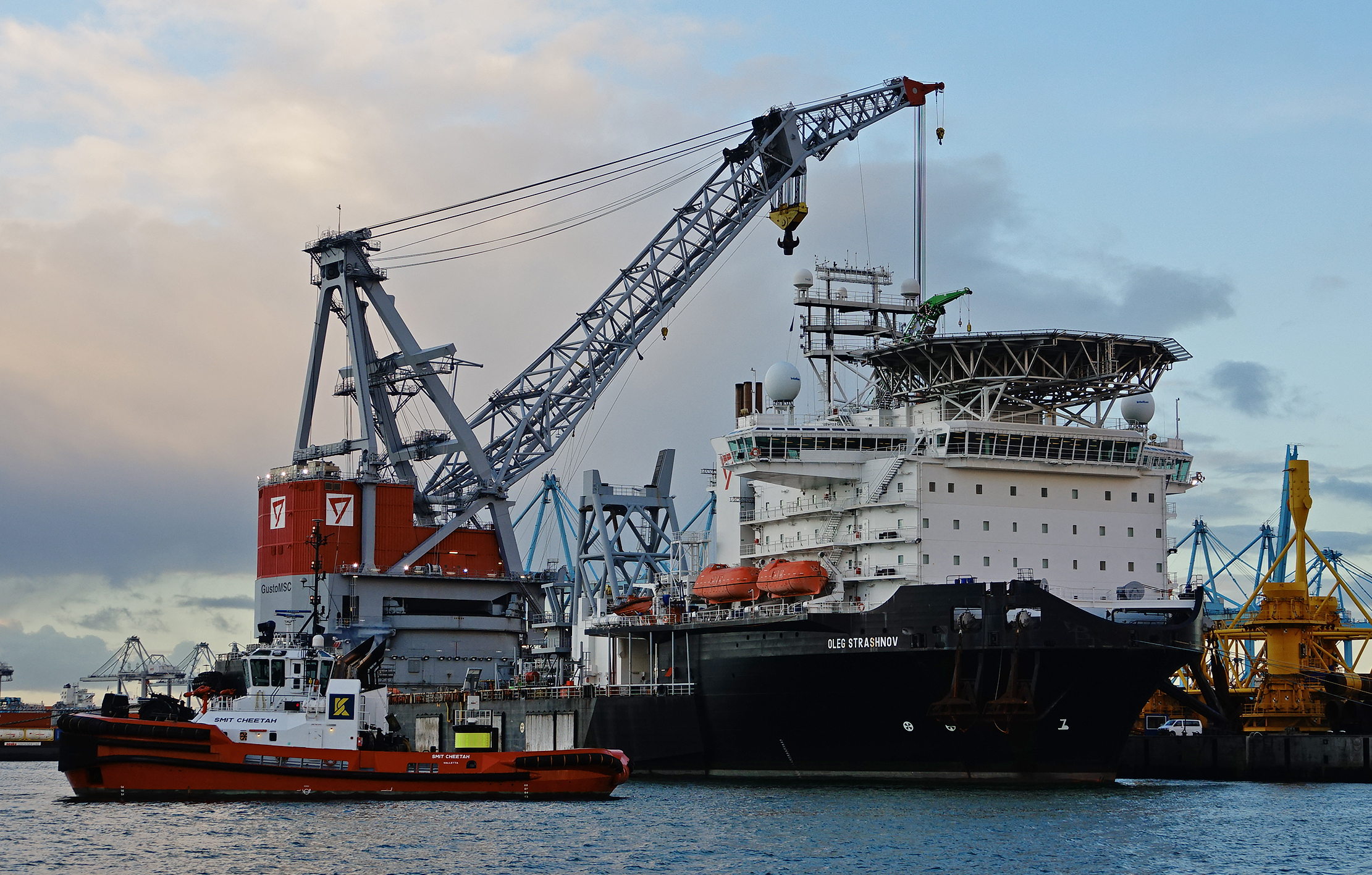
Strashnov en 2018
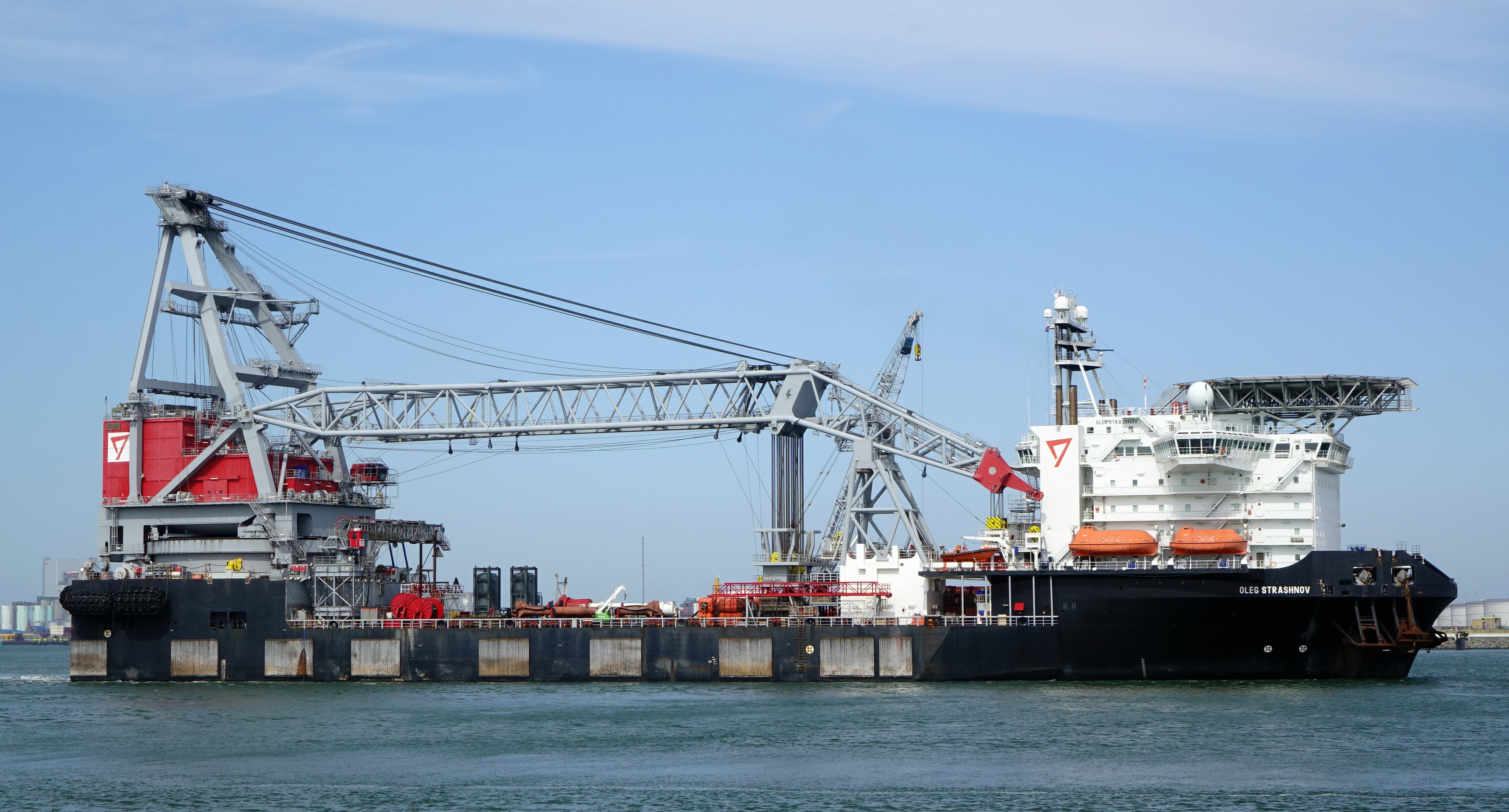
Strashnov en 2015

### Articles externes
- Seaway Strashnov - Site marinetraffic

- Seaway Strashnov - Site Flotte Subsea 7
- Seaway Steashnov - Site Seaway 7